# Presenting the Fabulous Ronettes Featuring Veronica
Presenting the Fabulous Ronettes Featuring Veronica è l'album di debutto del gruppo femminile The Ronettes.

## Realizzazione
Registrato nel biennio 1963–1964, il disco venne poi pubblicato nel novembre del 1964. Primo ed unico vero disco del trio, si rivelò un discreto successo commerciale, piazzandosi al numero 96 nella classifica Billboard.
Il disco contiene tutti i precedenti singoli di successo della band, come "Baby, I Love You", "Walking in the Rain", la cover di "What'd I Say?" di Ray Charles, ma soprattutto Be My Baby.
La maggior parte dei brani vennero scritti da quella formidabile coppia di autori formata da Jeff Barry ed Ellie Greenwich e prodotti da Phil Spector che riuscì a creare un sound unico, il cosiddetto Wall of Sound, caratterizzato da una ricerca musicale originalissima e un procedimento in fase di registrazione che consisteva nell'aggiunta, alla classica strumentazione basso-chitarra-batteria, di strumenti tipici della musica orchestrale, registrati e poi sovrapposti per ottenere un suono unisono ed arrivare così ad un effetto di riverbero ed un suono più denso, quasi ad avvolgente.

## Tracce

### Lato A
1. (Walking) In the Rain - 3:16
2. Do I Love You? – 2:50
3. So Young – 2:36
4. (The Best Part of) Breakin' Up – 3:02
5. I Wonder – 2:51
6. What'd I Say (Ray Charles) – 4:40

### Lato B
1. Be My Baby – 2:40
2. You, Baby – 2:56
3. Baby, I Love You – 2:50
4. How Does It Feel? – 2:40
5. When I Saw You – 2:43
6. Chapel of Love – 2:54